# Campionati europei juniores di atletica leggera 1973
Il II Campionato europeo juniores di atletica leggera si è disputato a Duisburg, in Germania Ovest, dal 24 al 26 agosto 1973.

## Risultati
I risultati del campionato sono stati:

### Uomini
| Specialità             | Oro                                                                                 | Prestazione | Argento                                                                     | Prestazione | Bronzo                                                                                  | Prestazione |
| Corse piane            |                                                                                     |             |                                                                             |             |                                                                                         |             |
| 100 metri              | Klaus-Dieter Kurrat Germania Est                                                    | 10"42       | Petar Petrov Bulgaria                                                       | 10"49       | Jerzy Wieczorek Polonia                                                                 | 10"57       |
| 200 metri              | Klaus-Dieter Kurrat Germania Est                                                    | 21"01       | Petar Petrov Bulgaria                                                       | 21"12       | Jerzy Wieczorek Polonia                                                                 | 21"20       |
| 400 metri              | Fons Brijdenbach Belgio                                                             | 45"86       | Jürgen Utikal Germania Est                                                  | 46"73       | Dietmar Krug Germania Est                                                               | 46"81       |
| 800 metri              | Steve Ovett Gran Bretagna                                                           | 1'47"53     | Willi Wülbeck Germania Ovest                                                | 1'47"57     | Erwin Gohlke Germania Est                                                               | 1'47"83     |
| 1.500 metri            | Gheorghe Ghipu Romania                                                              | 3'45"78     | Nicolae Onescu Romania                                                      | 3'46"07     | Bernhard Vifian Svizzera                                                                | 3'46"70     |
| 3.000 metri            | Hans-Jürgen Orthmann Germania Ovest                                                 | 8'03"4      | Klaus-Peter Weippert Germania Est                                           | 8'03"6      | Ulo Kriisa Unione Sovietica                                                             | 8'04"6      |
| 5.000 metri            | Fernando Cerrada Spagna                                                             | 14'01"8     | Enn Sellik Unione Sovietica                                                 | 14'11"8     | Nikolay Radostyev Unione Sovietica                                                      | 14'16"0     |
| Corse a ostacoli       |                                                                                     |             |                                                                             |             |                                                                                         |             |
| 110 metri ostacoli     | Vyacheslav Naydenko Unione Sovietica                                                | 14"42       | Volker Warbende Germania Ovest                                              | 14"43       | Gus McKenzie Gran Bretagna                                                              | 14"46       |
| 400 metri ostacoli     | Jerzy Pietrzyk Polonia                                                              | 50"07       | Fedor Ekelmann Germania Est                                                 | 50"88       | Vladimir Nagaynik Unione Sovietica                                                      | 51"10       |
| 2000 metri siepi       | Frank Baumgartl Germania Est                                                        | 5'28"14     | Vladimir Kanev Bulgaria                                                     | 5'28"36     | Magnus Tellander Svezia                                                                 | 5'32"66     |
| Corse su strada        |                                                                                     |             |                                                                             |             |                                                                                         |             |
| 10 km marcia           | Hartwig Gauder Germania Est                                                         | 44'13"6     | Evgeni Semerdzhiev Bulgaria                                                 | 44'41"6     | Angelo Di Chio Italia                                                                   | 45'31"4     |
| Staffette              |                                                                                     |             |                                                                             |             |                                                                                         |             |
| Staffetta 4x100 m      | Germania Est Hans-Jürgen Gerhardt Jürgen Hellmann Klaus-Dieter Kurrat Andreas Kühne | 40"03       | Francia Serge Dalbon Philippe Lemaitre Gilles Douezi Alain Gracieux         | 40"26       | Germania Ovest Karl-Heinz Weisenseel Klaus-Günther Lemke Rüdiger Harksen Helmut Leibner | 40"66       |
| Staffetta 4x400 m      | Germania Est Udo Gehrmann Erwin Gohlke Jürgen Utikal Dietmar Krug                   | 3'06"77     | Polonia Zdzislaw Sobieraj Janusz Wysocki Krzysztof Kołodziej Jerzy Pietrzyk | 3'07"09     | Gran Bretagna Christopher van Rees Bob Benn Roger Jenkins Glen Cohen                    | 3'07"29     |
| Salti                  |                                                                                     |             |                                                                             |             |                                                                                         |             |
| Salto con l'asta       | Sergey Krivozub Unione Sovietica                                                    | 5,00 m      | Bruno Sestier Francia                                                       | 4,80 m      | Roger Thorstensson SveziaGianpaolo Gaspari Italia                                       | 4,65 m      |
| Salto in alto          | Franck Bonnet Francia                                                               | 2,14 m      | Serhiy Senyukov Unione Sovietica                                            | 2,14 m      | Giordano Ferrari Italia                                                                 | 2,12 m      |
| Salto in lungo         | Frank Wartenberg Germania Est                                                       | 7,85 m      | Jochen Verschl Germania Ovest                                               | 7,59 m      | Jean-Hervé Stievenart Francia                                                           | 7,54 m      |
| Salto triplo           | Lothar Gora Germania Est                                                            | 16,29 m     | Ramón Cid Spagna                                                            | 16,06 m     | Jean-Hervé Stievenart Francia                                                           | 15,82 m     |
| Lanci                  |                                                                                     |             |                                                                             |             |                                                                                         |             |
| Getto del peso         | Udo Beyer Germania Est                                                              | 19,65 m     | Wolfgang Schmidt Germania Est                                               | 18,45 m     | Mieczysław Bręczewski Polonia                                                           | 17,42 m     |
| Lancio del disco       | Wolfgang Schmidt Germania Est                                                       | 58,16 m     | Kenth Gardenkrans Svezia                                                    | 56,84 m     | Nikolay Vikhor Unione Sovietica                                                         | 56,84 m     |
| Lancio del giavellotto | Gerd Elze Germania Est                                                              | 75,86 m     | Gheorghe Megelea Romania                                                    | 74,68 m     | Bent Larsen Danimarca                                                                   | 73,46 m     |
| Lancio del martello    | Jurij Sedych Unione Sovietica                                                       | 67,32 m     | Pavel Repin Unione Sovietica                                                | 63,58 m     | Manfred Sens Germania Est                                                               | 62,06 m     |
| Prove multiple         |                                                                                     |             |                                                                             |             |                                                                                         |             |
| Decathlon              | Vladimir Burjakov Unione Sovietica                                                  | 7554 p.     | Dieter Leyckes Germania Ovest                                               | 7371 p.     | Claus Marek Germania Ovest                                                              | 7370 p.     |

### Donne
| Specialità             | Oro                                                                           | Prestazione | Argento                                                                              | Prestazione | Bronzo                                                                              | Prestazione                        |
| Corse piane            |                                                                               |             |                                                                                      |             |                                                                                     |                                    |
| 100 metri              | Sonia Lannaman Gran Bretagna                                                  | 11"73       | Nadine Goletto Francia                                                               | 11"77       | Jutta Fernys Germania Est                                                           | 11"80                              |
| 200 metri              | Bärbel Eckert Germania Est                                                    | 22"85       | Ildikó Szabó Ungheria                                                                | 23"62       | Elfriede Meierholz Germania Ovest                                                   | 23"66                              |
| 400 metri              | Bettine Wolfrum Germania Est                                                  | 53"28       | Anna Larsson Svezia                                                                  | 53"34       | Rosine Wallez Belgio                                                                | 53"68                              |
| 800 metri              | Anita Barkusky Germania Est                                                   | 2'03"30     | Lesley Kiernan Gran Bretagna                                                         | 2'03"66     | Nadežda Zabožko Unione Sovietica                                                    | 2'03"83                            |
| 1.500 metri            | Inger Knutsson Svezia                                                         | 4'07"47     | Doris Gluth Germania Est                                                             | 4'16"96     | Veronika Hansen Germania Est                                                        | 4'17"32                            |
| Corse a ostacoli       |                                                                               |             |                                                                                      |             |                                                                                     |                                    |
| 100 metri ostacoli     | Bärbel Eckert Germania Est                                                    | 13"14       | Chantal Réga Francia                                                                 | 13"38       | Gudrun Berend Germania Est                                                          | 13"43                              |
| Staffette              |                                                                               |             |                                                                                      |             |                                                                                     |                                    |
| Staffetta 4x100 m      | Germania Est Heidrun Nagorka Bärbel Eckert Gudrun Berend Jutta Fernys         | 44"37       | Germania Ovest Brigitte Rubner Elfriede Meierholz Dagmar Schenten Elvira Springsguth | 45"27       | Gran Bretagna Barbara Martin Wendy Hill Donna Murray Sonia Lannaman                 | 45"38                              |
| Staffetta 4x400 m      | Germania Est Heiderose Arbeiter Waltraud Kämpf Anita Barkusky Bettine Wolfrum | 3'34"35     | Gran Bretagna Janet Ravenscroft Evelyn McMeekin Ruth Kennedy Susan Pettett           | 3'36"98     | Polonia Grazyna Siewierska Genowefa Nowaczyk Bernarda Zalewska Barbara Kwietniewska | 3'37"03                            |
| Salti                  |                                                                               |             |                                                                                      |             |                                                                                     |                                    |
| Salto in alto          | Ellen Mundinger Germania Ovest                                                | 1,82 m      | Annemieke Bouma Paesi BassiUlrike Meyfarth Germania Ovest                            | 1,80 m      | Non assegnato per ex aequo argento                                                  | Non assegnato per ex aequo argento |
| Salto in lungo         | Heidemarie Anders Germania Est                                                | 6,36 m      | Gunhild Hetzel Germania Ovest                                                        | 6,28 m      | Doina Spinu Romania                                                                 | 6,28 m                             |
| Lanci                  |                                                                               |             |                                                                                      |             |                                                                                     |                                    |
| Getto del peso         | Ilona Schoknecht Germania Est                                                 | 17,05 m     | Marina Hein Germania Est                                                             | 16,97 m     | Ruska Džendova Bulgaria                                                             | 16,21 m                            |
| Lancio del disco       | Evelin Schlaak Germania Est                                                   | 60,00 m     | Ilona Schoknecht Germania Est                                                        | 52,92 m     | Danuta Cymer Polonia                                                                | 51,12 m                            |
| Lancio del giavellotto | Tonja Christova Bulgaria                                                      | 54,84 m     | Anneliese Kopsch Germania Est                                                        | 52,94 m     | Maria Jabłońska Polonia                                                             | 50,44 m                            |
| Prove multiple         |                                                                               |             |                                                                                      |             |                                                                                     |                                    |
| Pentathlon             | Bärbel Müller Germania Est                                                    | 4519 p.     | Sue Mapstone Gran Bretagna                                                           | 4105 p.     | Ulrike Göhring Germania Ovest                                                       | 4067 p.                            |

## Medagliere
Legenda
     Paese ospitante
| Posizione | Paese            | Oro | Argento | Bronzo | Totale |
| --------- | ---------------- | --- | ------- | ------ | ------ |
| 1         | Germania Est     | 21  | 9       | 5      | 35     |
| 2         | Unione Sovietica | 4   | 3       | 5      | 12     |
| 3         | Germania Ovest   | 2   | 7       | 4      | 13     |
| 4         | Gran Bretagna    | 2   | 2       | 3      | 7      |
| 5         | Francia          | 1   | 4       | 2      | 7      |
| 6         | Bulgaria         | 1   | 4       | 1      | 6      |
| 7         | Svezia           | 1   | 2       | 2      | 5      |
| 8         | Romania          | 1   | 2       | 1      | 4      |
| 9         | Polonia          | 1   | 1       | 6      | 8      |
| 10        | Spagna           | 1   | 1       | 0      | 2      |
| 11        | Belgio           | 1   | 0       | 1      | 2      |
| 12        | Paesi Bassi      | 0   | 1       | 0      | 1      |
| 12        | Ungheria         | 0   | 1       | 0      | 1      |
| 14        | Italia           | 0   | 0       | 3      | 3      |
| 15        | Danimarca        | 0   | 0       | 1      | 1      |
| 15        | Svizzera         | 0   | 0       | 1      | 1      |
| Totale    | Totale           | 36  | 37      | 35     | 108    |